# 왕충 (조위)
왕충(王忠, ? ~ 242년)은 후한 말기 ~ 조위의 군인으로, 부풍군 사람이다.

## 생애
젊었을 때 정장(亭長)을 지냈고, 군세를 이끌고 무관(武關)에 이르렀으나, 형주에 할거하고 있던 누규를 섬기는 것을 거절하여 그를 토벌하였다. 그 후 천여 명을 이끌고 조조에게 갔다.
왕충은 조조가 치르는 전투에 종군하여 중랑장(中郞將)·양무장군(揚武將軍)·경거장군(輕車將軍)을 역임하였으며, 도정후(都亭侯)에 봉해졌다.
건안 4년(199년), 조조의 명령으로 서주자사 차주를 죽여 반역한 유비를 유대와 함께 공격하였으나 토벌하지 못하였다.
건안 18년(213년), 위공 임명을 수락하도록 조조에게 간하는 문서에 이름을 올렸다. 이후 특진에 이르렀고, 정시 3년(242년) 8월 정사일에 죽었다.

## 일화
삼보가 혼란스러워졌을 때, 왕충은 굶주림을 이기지 못하여 인육을 먹은 적이 있었다. 훗날 오관중랑장(五官中郞將) 조비는 아버지 조조·왕충과 함께 외출하였을 때, 광대를 시켜 무덤에서 두개골을 가져와 왕충의 안장에 달았다. 이는 예전에 인육을 먹은 적이 있는 왕충을 비웃은 것이다.
훗날 오질이 베푼 연회에 참석하여, 조홍과 함께 조진에게 살을 뺄 것을 권유한 일화가 전한다.

## 《삼국지연의》 속 왕충
사실(史實)과 마찬가지로 유대와 함께 유비를 공격하지만, 조조의 의도는 원소를 상대하는 동안 시간을 벌기 위한 용도 정도로 삼았다.
왕충은 관우와 싸우다 패하여 사로잡혔다. 그러나 유비는 왕충을 예로써 대접하여, 조조를 만나도록 주선해 줄 것을 청하였다.
귀환 후, 조조는 왕충과 유대를 죽이려 하였으나 공융의 만류로 그만두었다.

## 같이 보기
- 삼국지 인물 목록